# Jan van Luijn
Jan van Luijn (Utrecht, 23 mei 1916 – ?, 7 oktober 1995) was een Nederlandse beeldhouwer.

## Leven en werk
Van Luijn was een zoon van kleermaker Dirk Govert van Luijn en Fredrica Wilhelmina van Bree. Gestimuleerd door zijn oudere broer Dick van Luijn ging hij schilderen en volgde een opleiding aan de kunstnijverheidsschool in Utrecht. Hij volgde vervolgens de tekenklas van J.H. Jurres aan de Rijksakademie van beeldende kunsten in Amsterdam, maar maakte al snel de overstap naar beeldhouwen. Samen met onder anderen Piet Esser en Johan Limpers kreeg hij les van Jan Bronner. 
In 1939 kwam Van Luijn van school en werkte hij aanvankelijk bij Jo Uiterwaal. Tijdens de Tweede Wereldoorlog dook zijn Joodse mede-studente Loekie Metz bij hem onder. Van Luijn was actief in het verzet en moest in het laatste half jaar van de oorlog zelf ook onderduiken. Na de oorlog was hij korte tijd getrouwd met Metz. Na hun scheiding hertrouwde Van Luijn met Letty Snijders.
Van Luijns eerste grote opdracht was het monument voor de Binnenlandse Strijdkrachten in Utrecht, dat in 1947 door prins Bernhard werd onthuld. Er volgden meerdere oorlogsmonumenten en andere beelden; de oeuvrecatalogus in zijn biografie vermeldt 53 werken. In de jaren vijftig gaf hij les aan de Utrechtse kunstnijverheidsschool, later bij Artibus.
In 1995 organiseerden veertig ex-leerlingen de tentoonstelling Beelden - een hommage aan Jan van Luijn. Hij maakte dit niet meer mee, hij overleed drie weken voor de opening.

## Werken (selectie)
- Monument voor de Binnenlandse Strijdkrachten (1947), Bokweg (Begraafplaats Tolsteeg), Utrecht
- Oorlogsmonument (bekend als 'de Stedemaagd') (1948), Wilhelminaplantsoen, Enkhuizen.[3] Ontwerp van Jo Vegter
- Verzetsmonument (1951), Bruggelaan, Appelscha
- Sint Geerte en Reiziger die Geerte-minne drinkt (1951), Geertebrug, Utrecht
- Eenheid tussen man en vrouw in de oorlogsjaren (1952), Van Harenstraat, Wolvega
- Vrouw tredend uit vijf jaar gruwzaamheid (1955), Gerrit Verboonstraat, Schiedam
- Verzetsmonument (1956), Vrijhof, Ferwerd
- Orpheus (1957), Beethovenplein, Utrecht
- Oprijzende vrouwenfiguur (1959), Herderplein, Utrecht
- Liggende vrouw (1960), Stadsring, Amersfoort
- De rat in een rioolbuis (1960), Van Esveldstraat 23, Utrecht
- Kind met schelp (1962), steenreliëf Basisschool "Het Rotsoord", Rotsoord, Utrecht
- Hertje (1962), Victor Hugoplantsoen, Utrecht
- De fluitspeler (1962), Julianapark, Utrecht
- Sjef en Jochum, twee Zwervers (1962), Molenplantsoen, IJsselstein
- Kangoeroe (1964), Australiëlaan 23 Utrecht
- Boogschutter (1973), Boogschuttersplein, Amersfoort
- Twee spelende figuren (1973), Tiendstraat, Utrecht
- Titaan Kronos (1979), Dalweg, Soest
- Vrouwenfiguur (1983), Lingecollege, Prinses Beatrixlaan, Tiel

## Fotogalerij

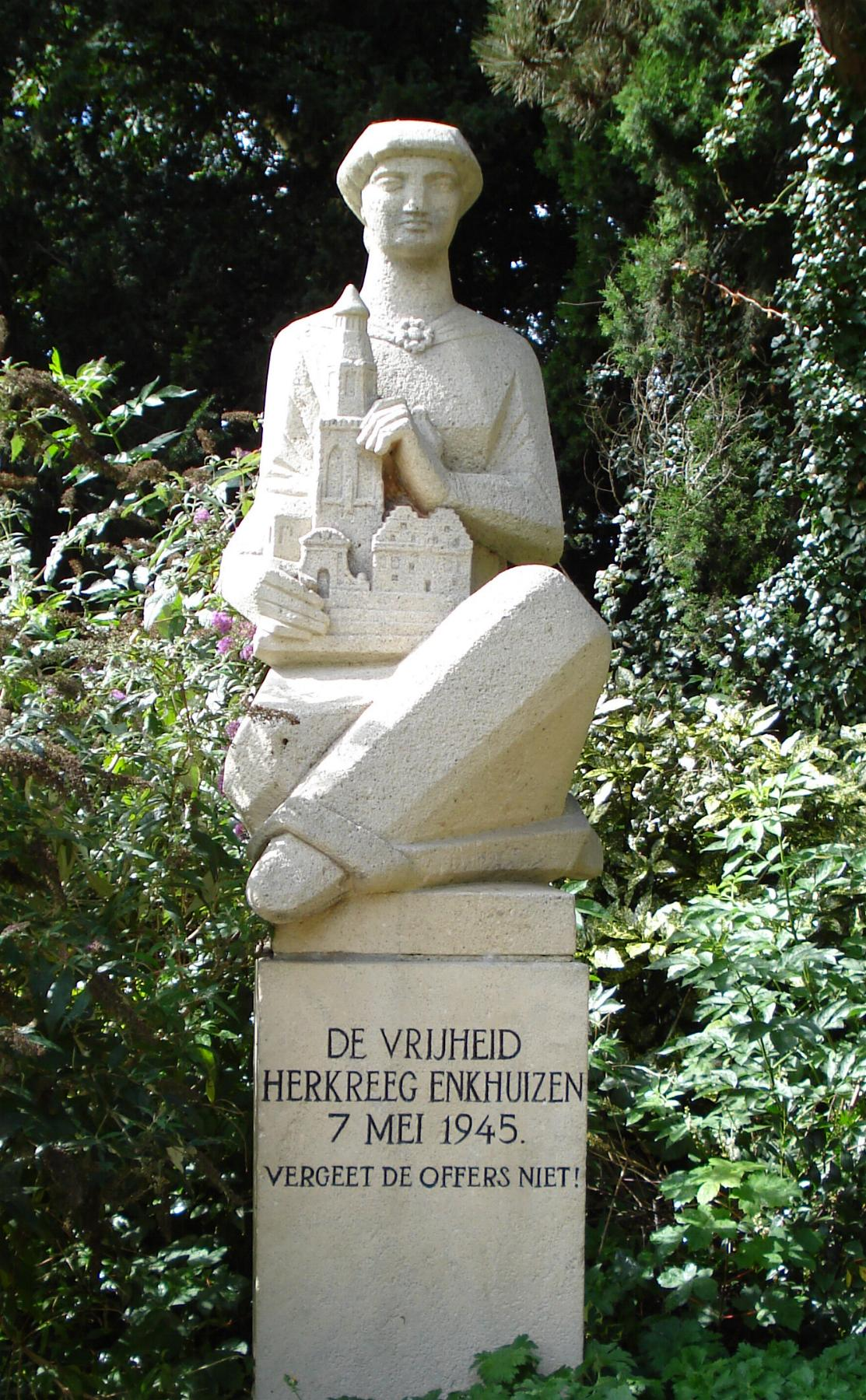
De Stedemaagd, Enkhuizen
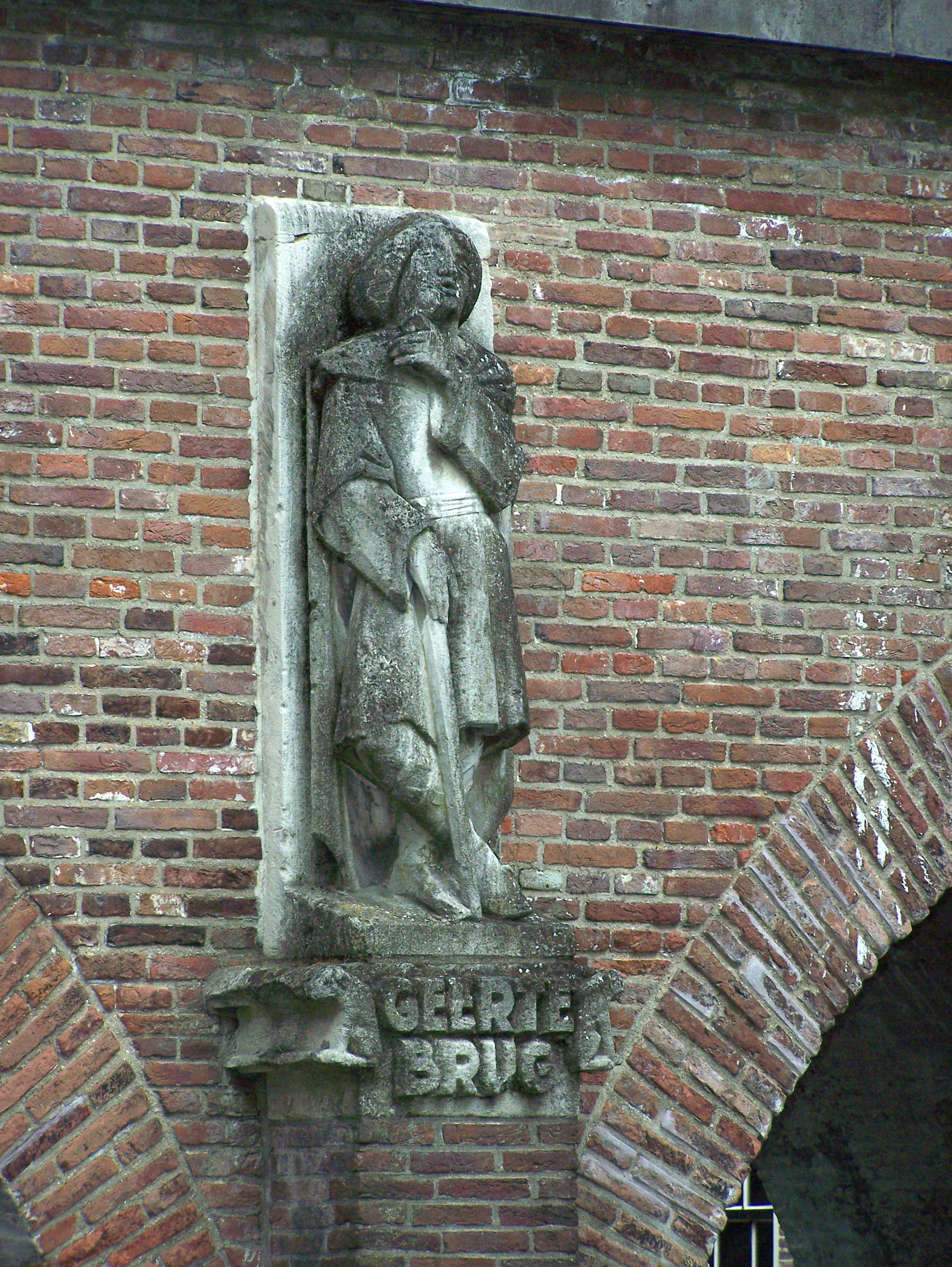
Reiziger die Geerte-minne drinkt, Utrecht
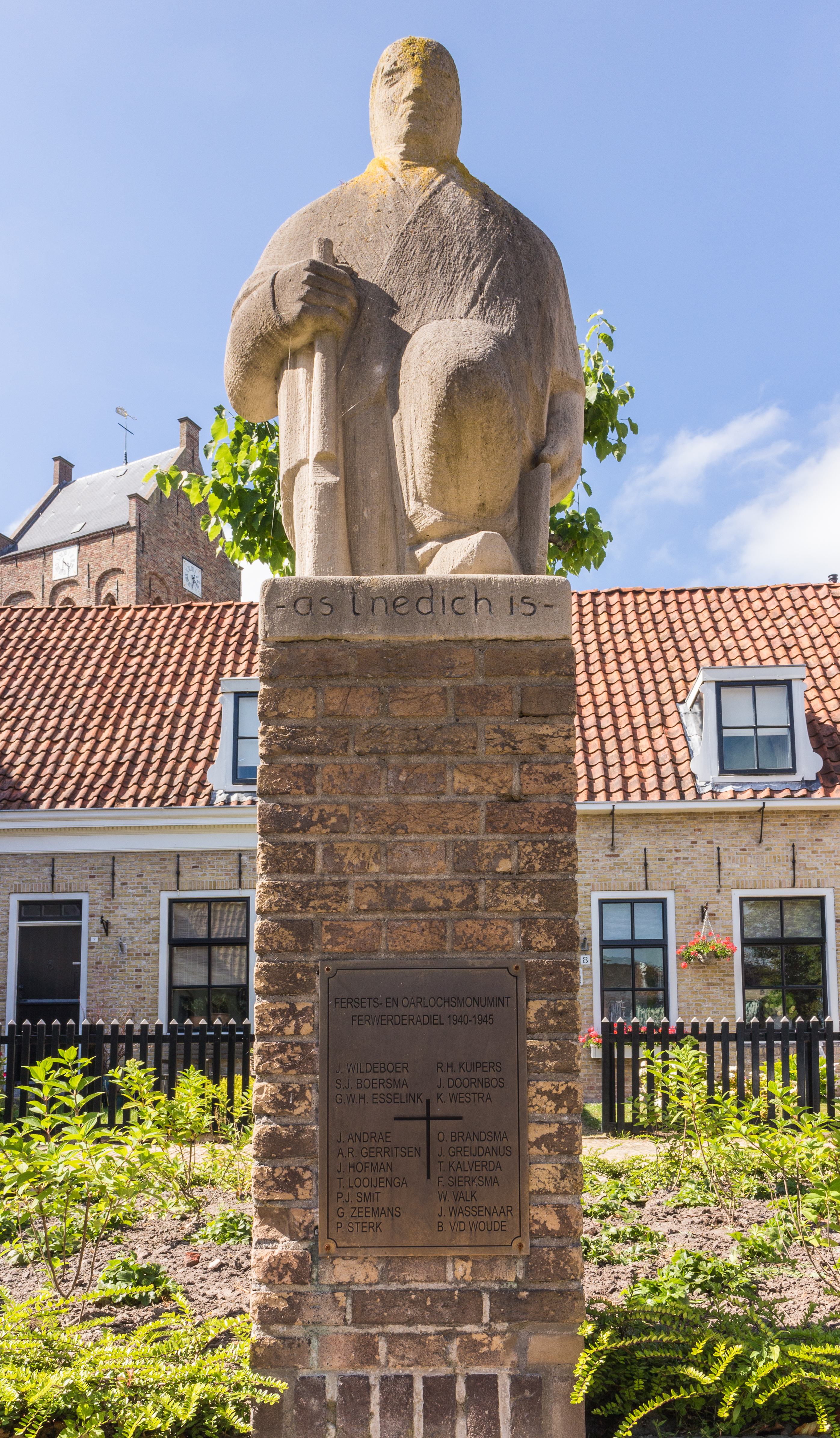
Vrijhof in Ferwerd. Oorlogsmonument 'As it nedich is'
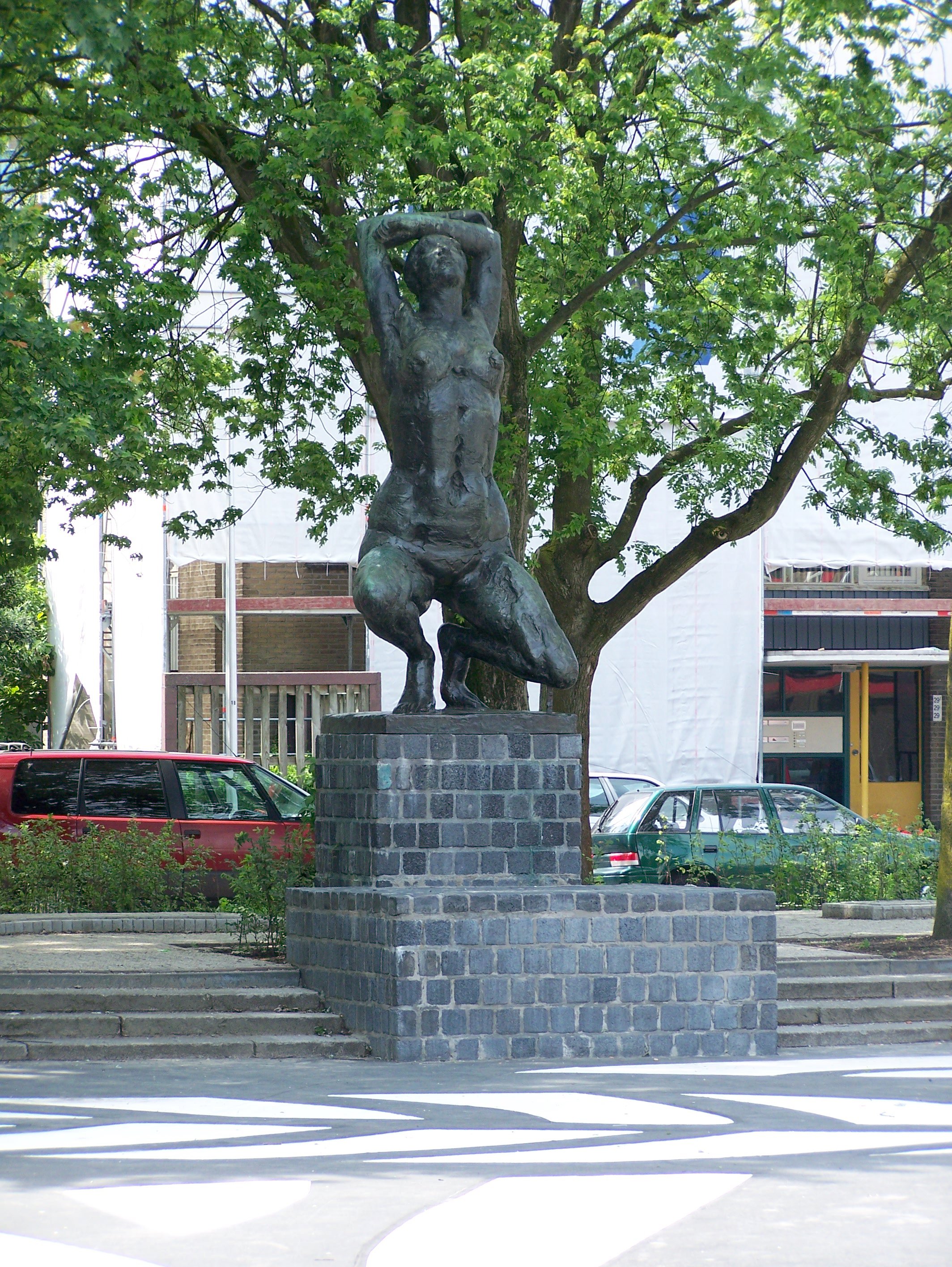
Oprijzende vrouw
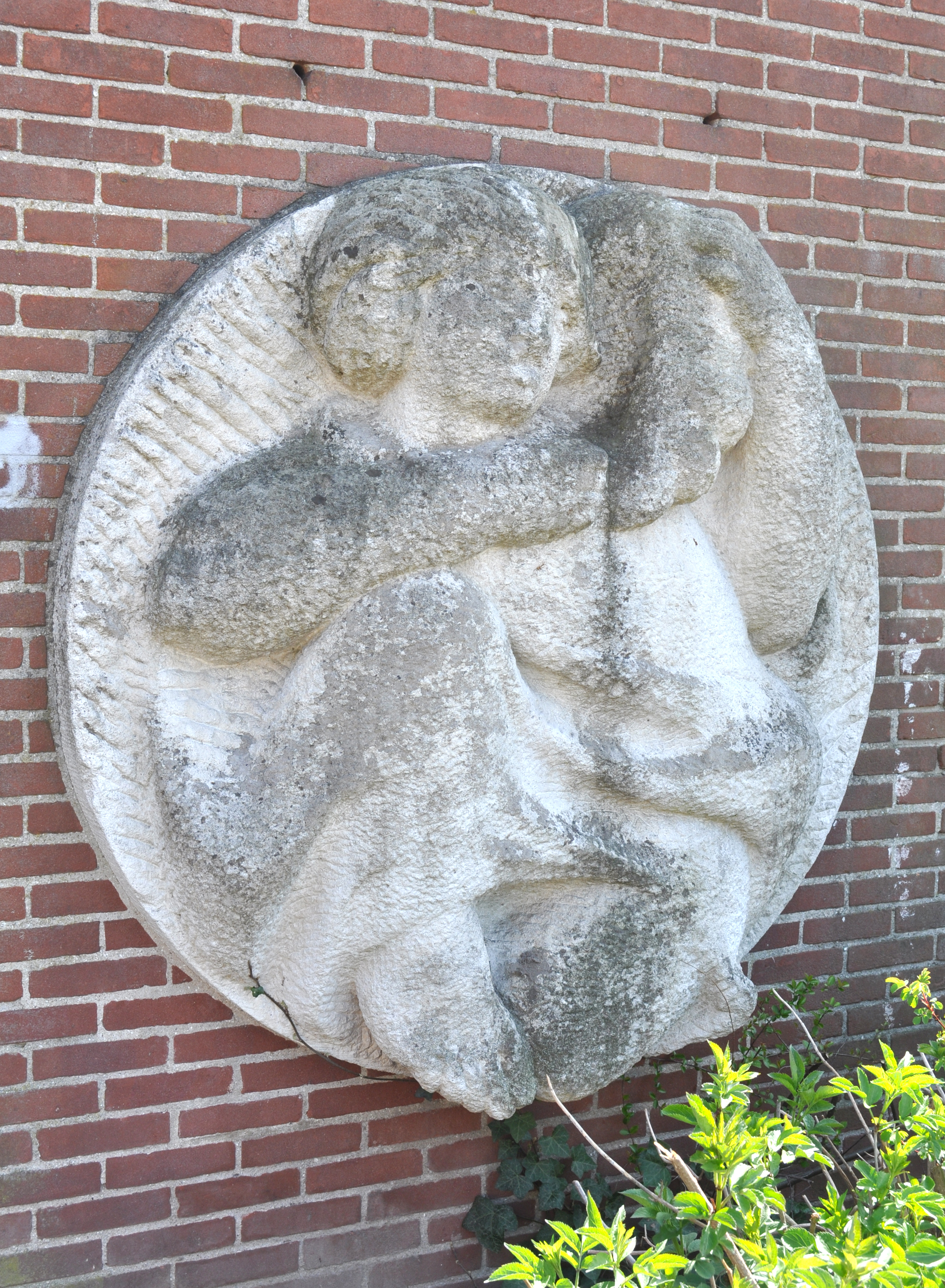
Kind met schelp
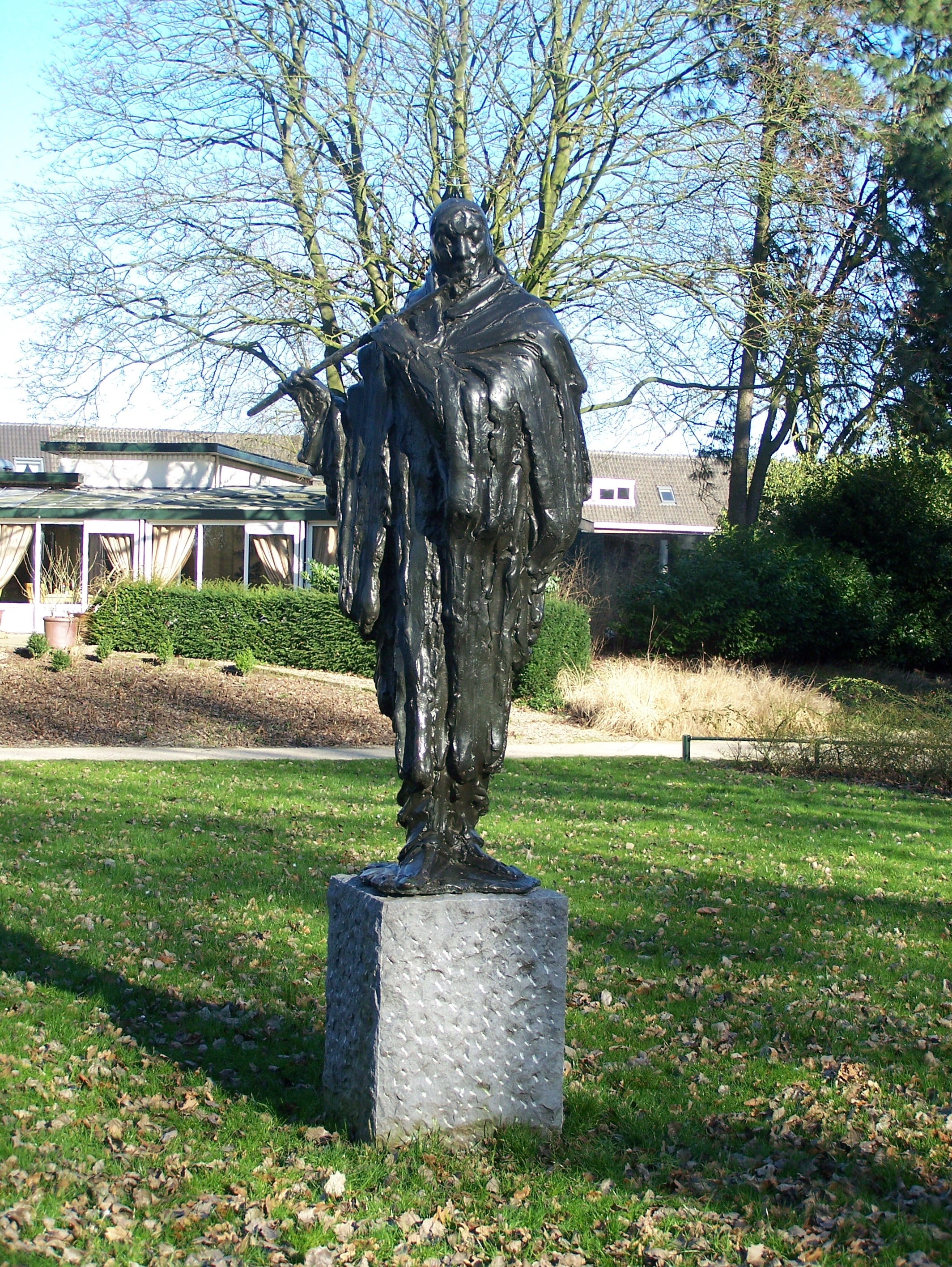
De fluitspeler
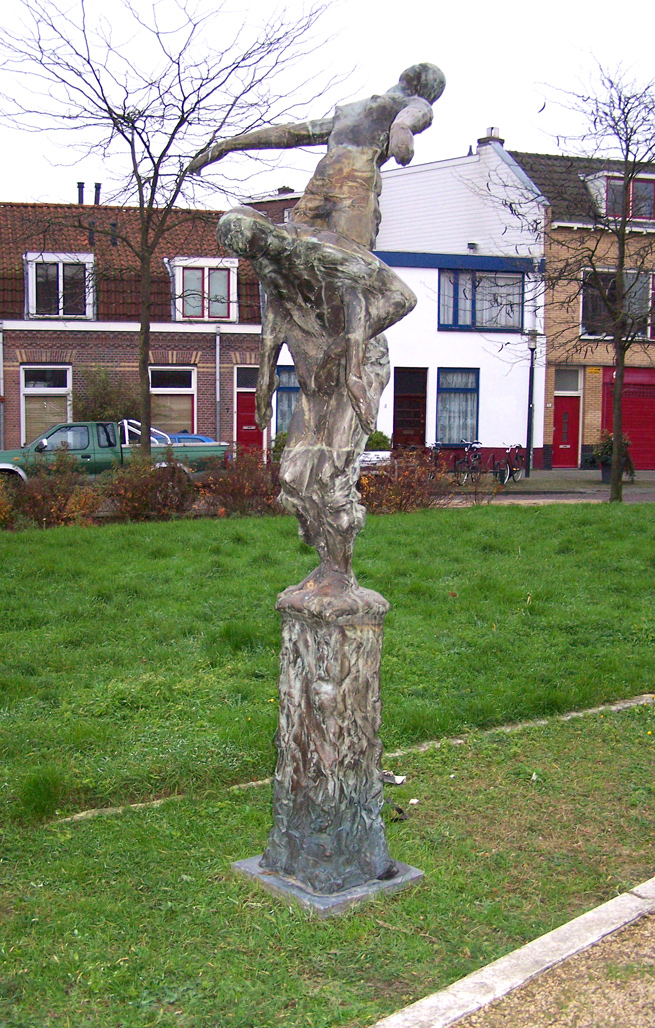
Twee spelende figuren
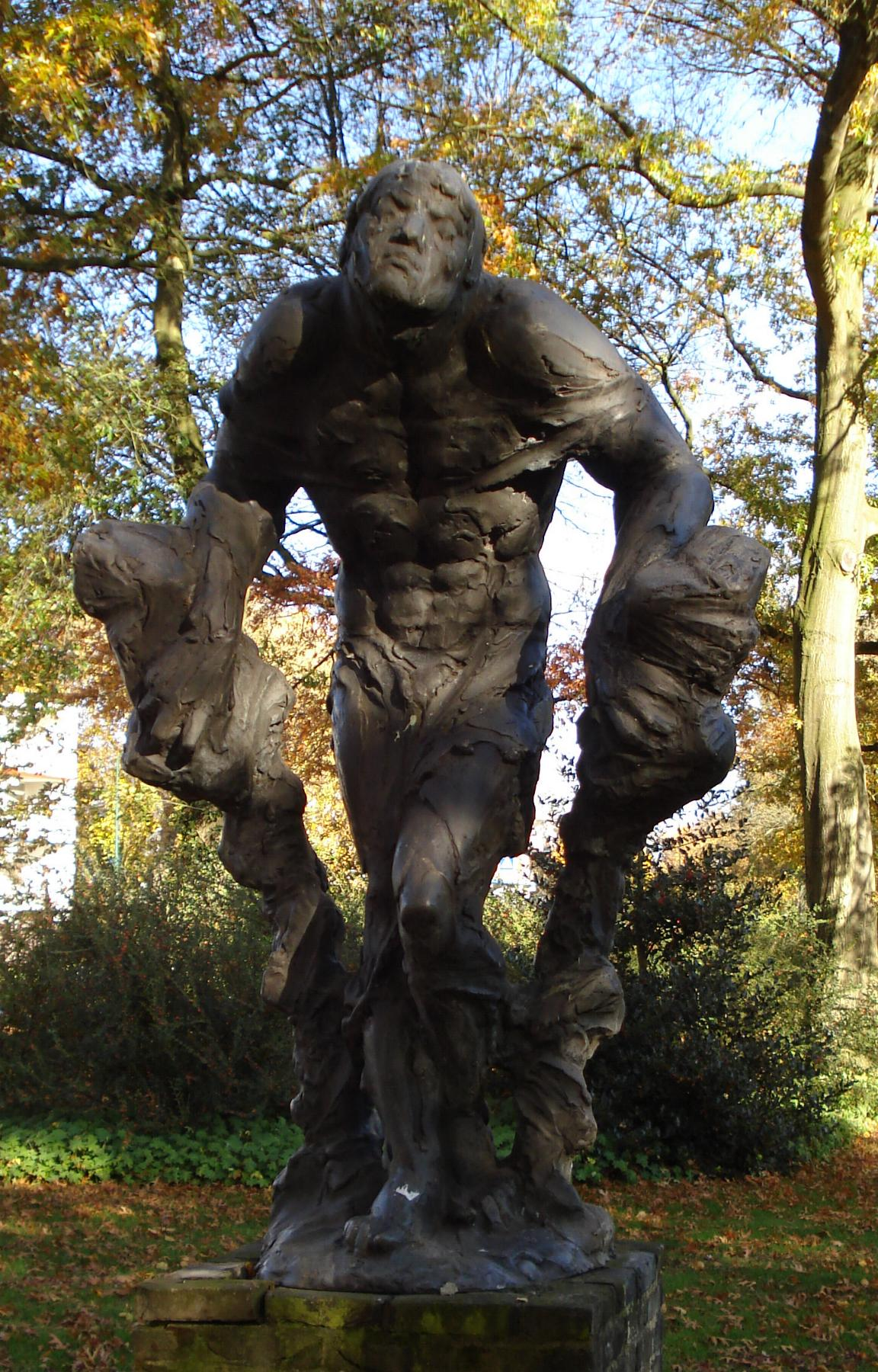
Titaan Kronos, Soest
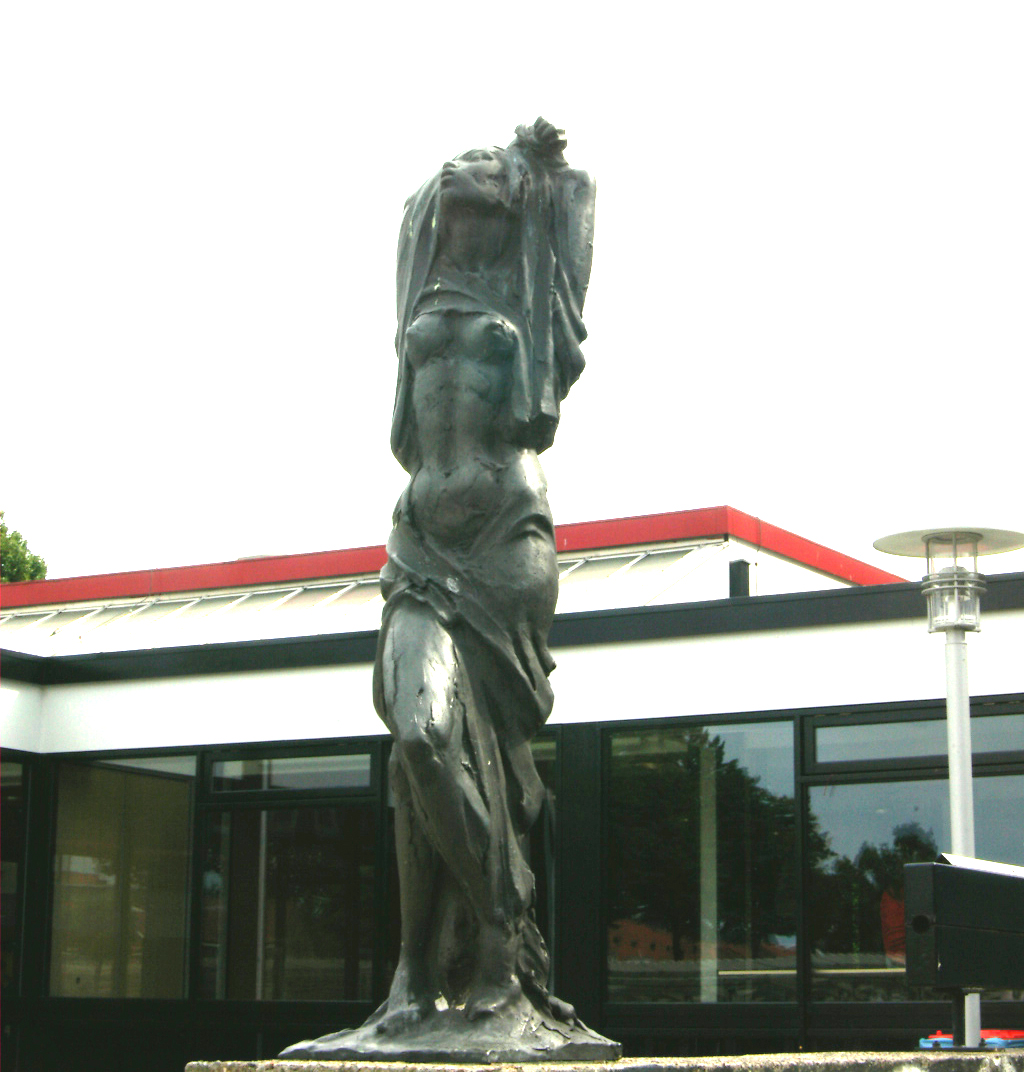
Vrouwenfiguur, Tiel